# Sillon de Bretagne (immeuble)
Pour la ligne de crête, voir Sillon de Bretagne.
Le Sillon de Bretagne est un immeuble de grande hauteur situé à Saint-Herblain, commune limitrophe de Nantes, en France.
Celui-ci est le plus grand immeuble HLM de l'Ouest de la France, constituant un quartier à lui seul. Il fut construit de 1970 à 1974 à la suite d'une initiative d'associations et ceci malgré l'avis défavorable du maire Michel Chauty (maire de Saint-Herblain de 1959 à 1977). Il a fait l'objet d'importants travaux de réhabilitation qui ont pris fin en 2014.
L'ensemble tire son nom d'une ligne de fracture liée à un plissement hercynien qui court en Loire-Atlantique au nord de la Loire, passant à proximité de l'immeuble, et prend la forme d'un effondrement en marches d'escalier d'une cinquantaine de mètres de déclivité. 
Il se situe à proximité de la route de Vannes, artère commerciale majeure de l'unité urbaine de Nantes, et il est connecté au reste de l'agglomération via la ligne 3 de tramway et sa station Sillon de Bretagne.
Environ 3 600 personnes vivent ou travaillent dans l'immeuble.

## Historique

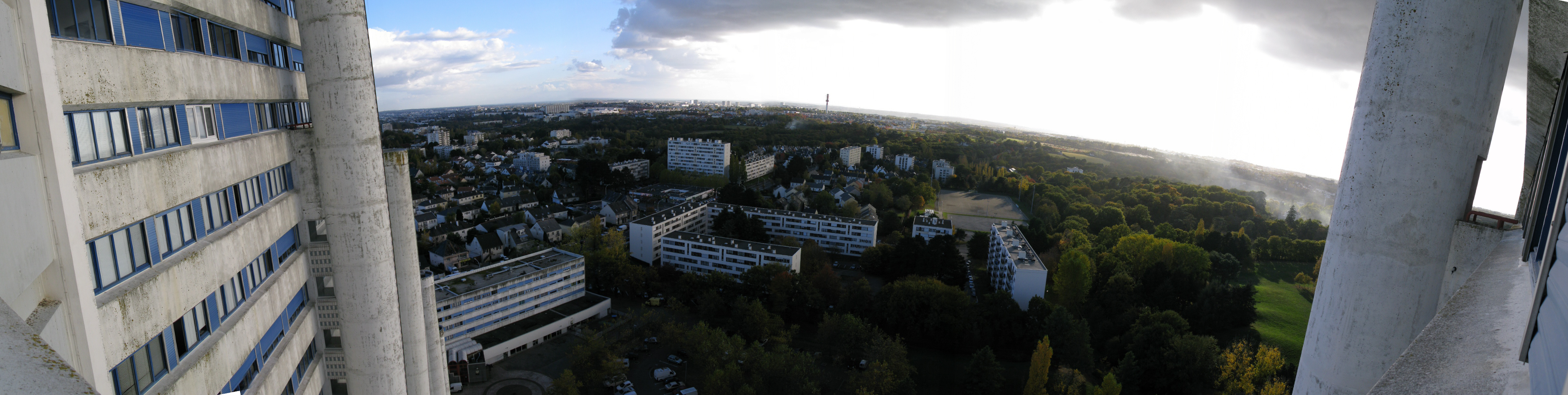
Vue du sillon de Bretagne avant rénovation,.

En 1965, le préfet accorde l'autorisation à la société d'HLM « Home Atlantique » d'effectuer une acquisition de 12,5 hectares de terrains. En 1967, est présenté le premier projet architectural d'un ensemble d'immeubles, conçu par des militants associatifs de l’ANAC qui travaillent sur le cadre de vie et l’aménagement urbain.
La volonté affichée par les auteurs est de conjuguer lieu de vie, équipements publics, qualité de l’habitat. Des idées sociales très avancées sont mises en pratique et traduites par les architectes Jean Boquien, Jean Parois, Georges Ganuchaud et Jean Maëder. À l’époque, la Direction départementale de l'équipement (avec M. Le Maresquier en architecte-conseil) privilégie cependant l’image architecturale du projet, le faisant passer de 13 à 30 étages.
En mars 1968, le projet définitif réalisé dans le cadre d'une ZAC, ne présente plus qu'un immeuble, une pyramide dont la tour compte 28 étages et dont la base est longue de 425 mètres. En mai 1970, les travaux débutent. En 1971, les premiers habitants s'installent. En 1974, les derniers appartements sont livrés. Parmi les premiers locataires, Jean-Marc Ayrault, jeune professeur d'allemand dans un établissement voisin, le collège Gutenberg, devenu maire de Saint-Herblain en 1977. La famille Ayrault y vivra pendant six ans.

## Parti-pris architectural

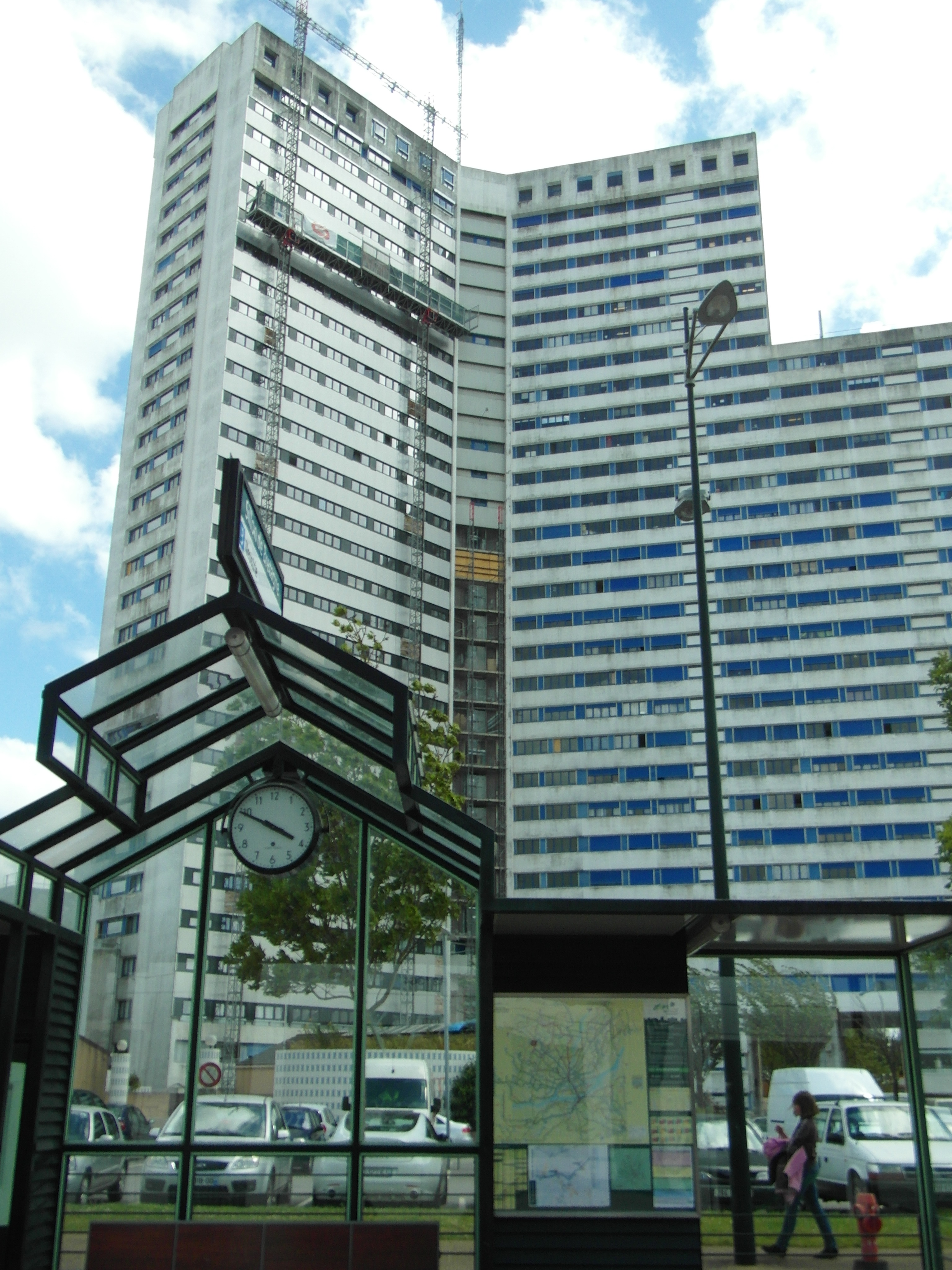
Sillon de Bretagne en 2012.

À son origine, le projet s'avère plus modeste que l'édifice réalisé.
Le Sillon de Bretagne a été conçu comme une petite ville à part entière. Haut de 97 m, abritant 781 logements (875 à l'origine) et 13 500 m2 de bureaux dans sa partie centrale, l'immeuble est conçu autour d'un noyau central constitué d'une tour de 13 étages sur lequel se greffent trois barres, chacune décalée de 120° par rapport aux autres.
- La première aile est un simple parallélépipède.
- La deuxième prend la forme d'une pyramide à degrés.
- La troisième possède également une forme d'escalier, grâce à une succession de sept tours de hauteurs déclinantes, et qui se poursuit ensuite sur une grande longueur sous la forme d'un immeuble de cinq étages qui serpente dans un parc.

Selon ses concepteurs, l'élément architectural principal a vocation à se distinguer de la rigidité des tours et barres construites à l'époque dans l'agglomération nantaise. Son profil s'avère moins brutal, s'atténuant par paliers successifs jusqu'au sol.
Cependant, le plan masse et le profil de l'édifice est fortement remanié afin que ce dernier soit plus monumental. Il double sa hauteur, devenant par conséquent un immeuble de grande hauteur et accroit de 50 % la population attendue. Les autres tours sont supprimées. Il constitue le « signal urbain » du Nord-Loire, répondant à la Cité Radieuse édifiée par Le Corbusier sur la commune de Rezé sur l'autre rive du fleuve.
Le Sillon de Bretagne est une réalisation de la Société Anonyme d'HLM le Home Atlantique qui a pris le relais de la société coopérative Le Toit Coopératif.

## Questions sociales aux répercussions architecturales
Dès sa réalisation, le Sillon de Bretagne souffre de sa démesure. Les problèmes sociaux, les relations difficiles entre locataires et bailleur issues notamment des fortes charges d'entretien de l'immeuble engendrent dès 1983 l'intervention de l'État au titre de sa politique "Habitat et vie sociale". L'immeuble est alors dédensifié, en consacrant les étages 16 à 28 (inclus) à des bureaux. De même, l'immeuble est équipé de nouveaux ascenseurs extérieurs modifiant notablement le profil de l'immeuble afin d'assurer de meilleures circulations.
Le Sillon de Bretagne est actuellement classé en zone CUCS (Contrat Urbain de Cohésion Sociale) au titre de la politique de la Ville menée par l'État. Il est intégré à la nouvelle génération de projets ANRU et a fait l'objet d'un projet de rénovation urbaine durant la période 2009-2013. Ce dernier a remodelé l'immeuble, tant au niveau du nombre et de type de logement, que de sa physionomie : création de nouvelles ouvertures au sol afin de faciliter les circulations, intégration dans un contexte urbain (urbanisation du parc avoisinant) et retraitement des espaces publics.
À ce jour, cet immeuble emblématique géré par « Harmonie Habitat » (Société du groupe « Vyv ») comprend 523 logements hébergeant 1 300 personnes et des bureaux. L'immeuble accueille également une résidence sociale, la Résidence Soleil, de 136 logements. On estime le nombre total d'habitants à environ 1450 personnes. 

## Rénovation
Après plus de dix ans d'attente, un vaste chantier de rénovation du bâtiment a débuté au printemps 2011 et a été achevé en 2014. Ces différents travaux ont permis la modernisation de l'immeuble (rénovation des appartements, installation d'ascenseurs supplémentaires, installation de bardages avec matériaux isolants sur les façades, installation de panneaux solaires[Lequel ?], etc.), le désenclavement du quartier et la diversification de la population résidente (composée en grande partie de locataires sociaux).
Environ 200 appartements ont été supprimés afin d'être : soit transformés sous forme de bureaux ou d'équipements publics, soit tout simplement détruits afin de permettre notamment la création entre l'avenue de l'Angevinière et le parc du Sillon, d'un passage bordé de deux bâtiments abritant un « pôle petite enfance » et une médiathèque.
Afin de compenser la démolition ou la réhabilitation des appartements de l'immeuble (livraison entre 2014 et 2020), le reste du projet prévoit également la construction d'un millier de logements, ainsi que d'un parking aérien le long des parcs du Sillon et de Bagatelle.
Le coût des travaux est estimé à 95 millions d'euros,.